# Buchholz (Dessau-Roßlau)
Koordinaten: 51° 56′ 12″ N, 12° 16′ 35″ O

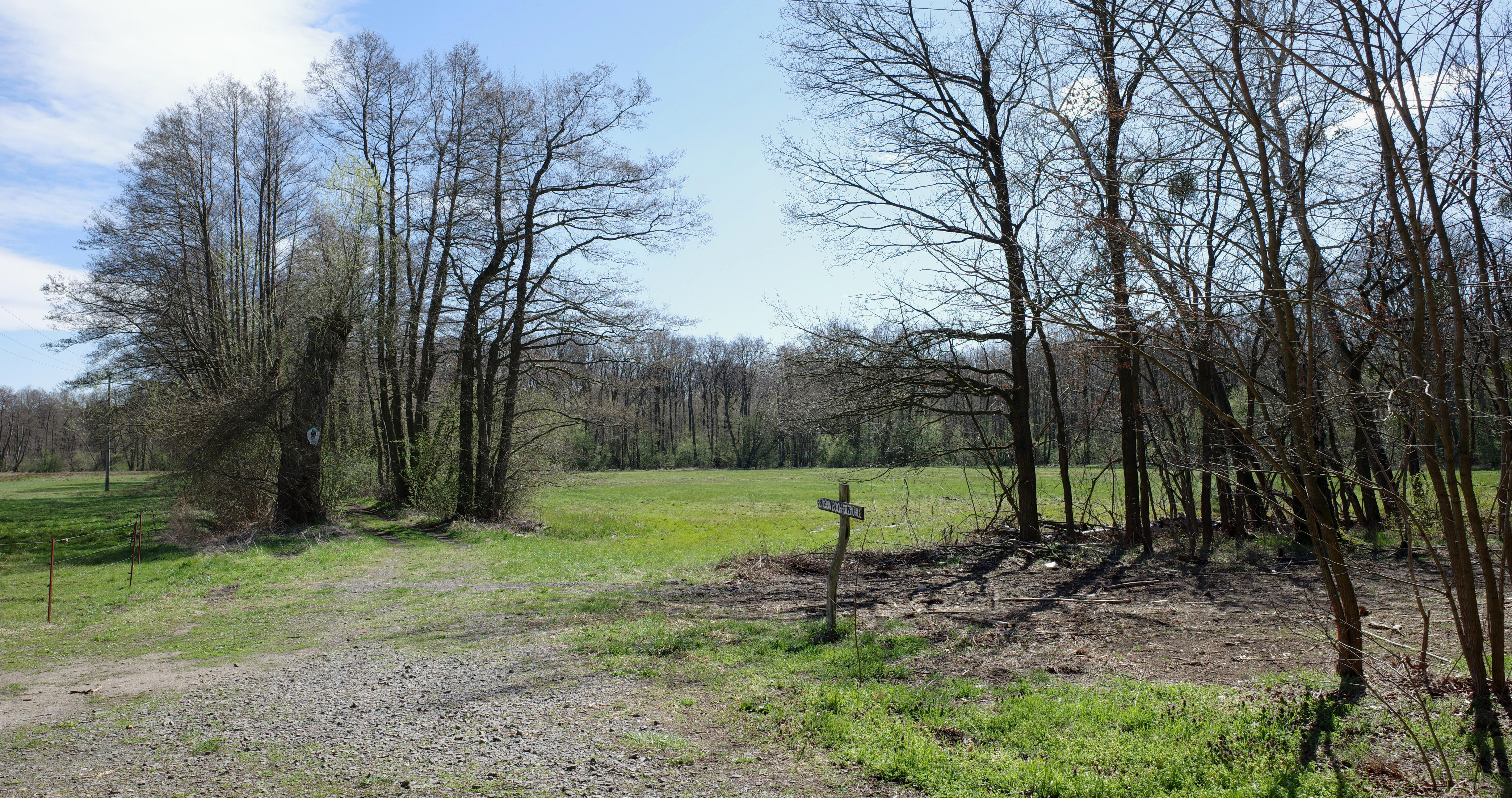
NSG Buchholz

Das Buchholz ist ein Naturschutzgebiet in der kreisfreien Stadt Dessau-Roßlau in Sachsen-Anhalt.
Das Naturschutzgebiet mit dem Kennzeichen NSG 0094 ist 40,24 Hektar groß. Es ist Bestandteil des FFH-Gebietes „Rossel, Buchholz und Streetzer Busch nördlich Roßlau“ und vom Landschaftsschutzgebiet „Roßlauer Vorfläming“ umgeben. Das Gebiet steht seit dem 1. Mai 1961 unter Schutz (Datum der Verordnung: 30. März 1961). Zuständige untere Naturschutzbehörde ist die Stadt Dessau-Roßlau.
Das Naturschutzgebiet liegt nordöstlich von Roßlau zwischen Mühlstedt und Thießen im Naturpark Fläming. Es stellt einen Abschnitt der Rossel sowie den nordwestlich angrenzenden Talraum unter Schutz. Die Rossel wird an ihrem nordwestlichen Ufer von Feuchtwiesen mit teilweise verbuschten Staudenfluren begleitet. Daneben sind Bruchwälder in der Ausprägung Seggen-Erlenbruchwald mit Langähriger Segge, Sumpfsegge und Scheinzypergrassegge und Traubenkirschen-Erlen-Eschenwald mit Echtem Mädesüß, Waldsternmiere, Märzenbecher und Rasenschmiele zu finden. Auf etwas höher liegenden Flächen stocken auf nährstoffreichen Standorten Eichen-Hainbuchenwälder mit Schuppenwurzen und Sternmieren, der auf nährstoffärmeren Standorten in einen Eichen-Birkenwald mit Moorbirke, Faulbaum, Pfeifengräsern und Deutschem Geißblatt übergeht. Außerdem stocken hier standortfremde Gehölze wie Kiefern, Fichten, Roteiche und Rotbuche.
Die Rossel ist Lebensraum von Bachneunauge, Bachschmerle und Bachforelle. Die Wälder bieten zahlreichen Vögeln einen Lebensraum. Besonderheiten sind Gebirgsstelze und Schlagschwirl, die im Bereich der Rossel vorkommen.
Das Naturschutzgebiet grenzt im Westen an die Bahnstrecke Wiesenburg–Roßlau und im Nordwesten an einen Wirtschaftsweg. An das Schutzgebiet schließen sich überwiegend landwirtschaftliche Nutzflächen an. Zwei landwirtschaftlich genutzte Flächen am Rand des Buchholzes sind in das Naturschutzgebiet einbezogen.